# Famille Lebaudy
 (mars 2023).
Si vous disposez d'ouvrages ou d'articles de référence ou si vous connaissez des sites web de qualité traitant du thème abordé ici, merci de compléter l'article en donnant les références utiles à sa vérifiabilité et en les liant à la section « Notes et références ».
La famille Lebaudy est une famille française  originaire de Normandie. Elle fut illustrée par plusieurs personnalités françaises ayant construit, au XIXe siècle, une grande fortune dans le raffinage du sucre.

## Origines
Les Lebaudy sont des Normands originaires de Bernières-le-Patry (Calvados), et plus vraisemblablement du hameau l'Ébaudière, dont le nom est dû au patronyme qui a évolué au cours des siècles : Esbaudey, Esbaudy, Lesbaudy, enfin Lebaudy. 
Pour l'an 1274, on trouve à Bernières-le-Patry un certain Richard Esbaudey (Ricardus Esbaudey) dans les chartes du prieuré du Plessis-Grimoult, mentionné en compagnie de Robert Villain et Jehan de Carrecel, habitants de la même paroisse.

## Histoire
La fortune des Lebaudy prend naissance avec le développement massif de la culture de la betterave sucrière et le raffinage du sucre. Les premières plantations à grande échelle commencent sous le Premier Empire, grâce aux travaux de Jean-Antoine Chaptal et aux efforts de Benjamin Delessert. Ce dernier, pour son usine sucrière de Passy, embauche le normand Jean-Baptiste Quéruel qui met au point vers 1810 un procédé industriel d'extraction du sucre à partir de la betterave. Le premier pain de sucre blanc est obtenu fin 1811 ce qui vaut le 2 janvier 1812 la visite surprise de l'Empereur alerté par Chaptal[réf. nécessaire]. En avril, plus de 30 000 hectares sont plantés essentiellement en Normandie et dans le Nord. Le 22 avril 1815, Quéruel épouse Françoise Marie Lebaudy, nièce de Jean Lebaudy le jeune (1776-1847), négociant en grains, qui va investir massivement sa fortune dans l'entreprise Delessert-Quéruel. Le fils de Lebaudy le jeune, Désiré Lebaudy (1799-1863) devient président en 1830 des « établissements Lebaudy père », producteur principalement de sucre et se dit banquier. En 1837, le fils cadet de Lebaudy le jeune, Adolphe entre dans le capital de la Caisse générale du commerce et de l'industrie lancée par Jacques Laffitte, puis, en 1844, les deux associés fondent la Compagnie des Antilles, développant ainsi le commerce de la canne à sucre. Mais Laffitte fait faillite puis meurt cette année-là.
« Il y avait, en 1848, une maison commerciale ayant une certaine importance dans l'industrie sucrière. Les évènements révolutionnaires, qui déconcertèrent aussi bien la spéculation que le travail, la mirent à deux doigts de la ruine : c'était la maison Lebaudy père ».
Auguste Chirac, Les Rois de la République (1888)
Les Lebaudy font aussi partie des grands investisseurs à la Bourse de Paris dès le Second Empire, puis vers la fin des années 1870, avec Louis Cahen d'Anvers, Herman Hoskier et le comte de Camondo.
La famille Lebaudy a utilisé sa grande fortune pour financer de nombreuses œuvres et innovations.
Notamment Amicie Lebaudy (1847-1917) née Marguerite Amicie Piou et épouse de Jules Lebaudy, est une importante philanthrope française. Elle a financé l'Institut Pasteur, la construction du phare de Kéréon dans le Fromveur, un programme de logements sociaux et des instituts catholiques, souvent de façon anonyme.
L'entreprise Lebaudy, après un rapprochement avec Sommier opéré dans les années 1930, est rachetée par ce dernier dans les années 1960 : la holding, devenue Lebaudy-Sommier, finit par enterrer la marque au début des années 1970.

## Liens de filiation entre les personnalités

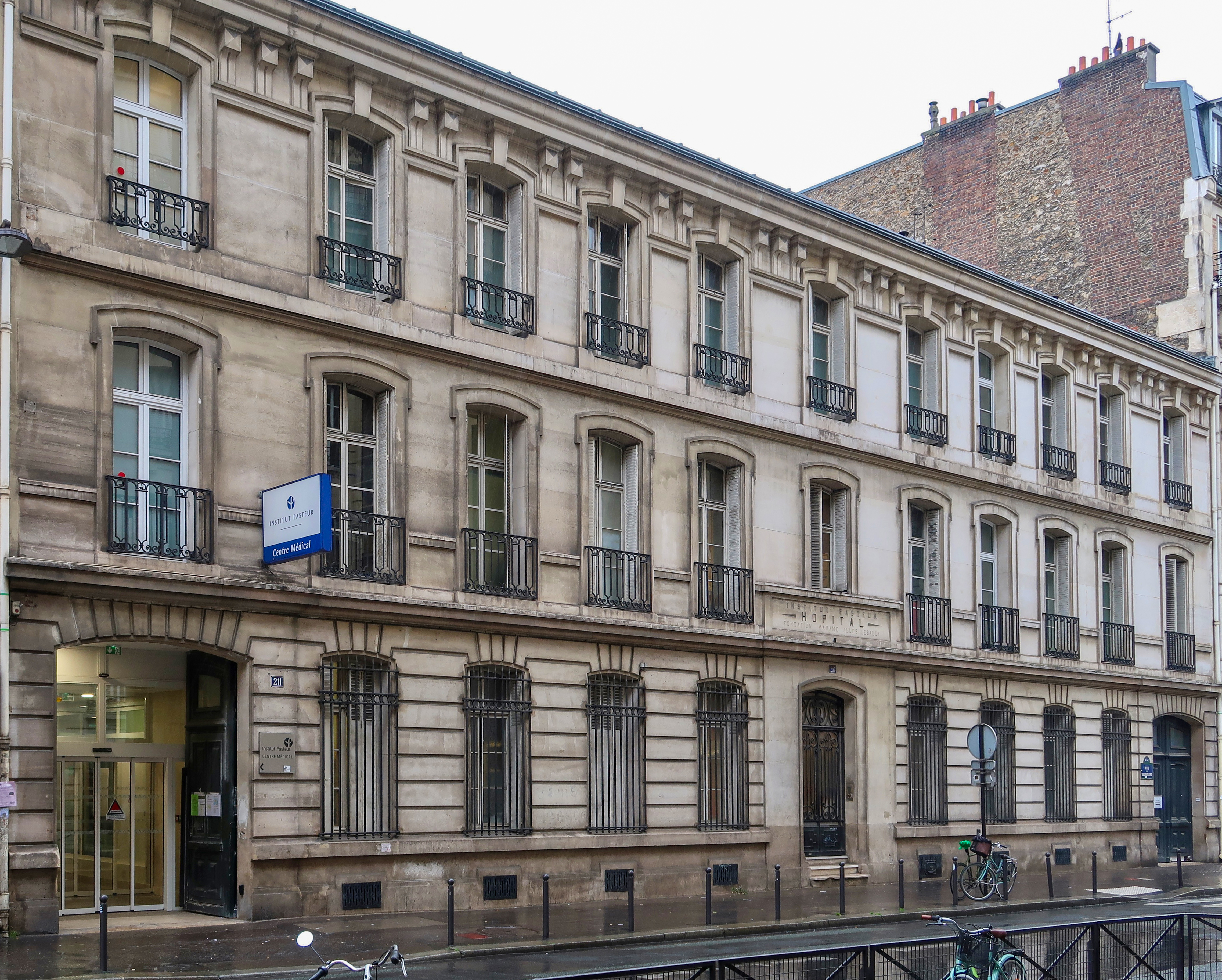
Hôpital de l'Institut Pasteur, fondation Madame Jules Lebaudy, No 213 rue de Vaugirard (Paris).

- Jean Lebaudy dit « l'aîné » (1727-1778) épouse Françoise Louvel (c. 1735-1795).
  - Jean Lebaudy dit le jeune (1776-1847). Il épouse en 1797 Anne Pauline Julie Blétry (1776-1824).
    - Guillaume Désiré François Lebaudy (1799-1863) épouse en 1825 Élisabeth Joséphine Lopinot (1807-1887).
      - Gustave Lebaudy (1827-1889) épouse en 1851 Adèle Marie Françoise Rolloy (1832-1905).
        - Marie Adèle Jeanne (1852-1929) épouse en 1872 Prosper Victor Martin Le Roy (1842-1918).
        - Georges Marie François (1853-1875).
        - Marguerite Marie Julie (1856).
        - Marie Paul Jules Lebaudy (1858-1937) épouse en 1886 Virginie Adélaïde Désirée (1864-1886), fille de Hildevert Hersent puis veuf, épouse  en 1890 Marie Pauline Adolphine Clotilde, fille de Joachim Joseph André Murat.
          - Jean Gustave Marie Georges Joachim Lebaudy (1894-1969) épouse en 1919 Henriette Émilie Eugénie de la famille de Ganay (1898-1983).

        - Marie Geneviève Jeanne (1860-1936) épouse en 1881 Charles Bourlon de Rouvre (1850-1924).
        - Joseph Marie Pierre Lebaudy (1865-1929) épouse en 1891 Marie Marguerite Luzarche d'Azay (1871-1962).

      - Jules Lebaudy (1828-1892) épouse en 1863 Amicie Piou (1847-1917), fille de Constance Piou et de Palmyre Le Dall de Kereon, sœur de Jacques Piou, l'un des leaders politiques de la droite.
        - Jeanne Marie Thérèse Lebaudy (1866-1943) épouse le 3 décembre 1888 à Paris 8è Edmond de Fels, prince de Heffingen (1858-1951), comte romain de Mensdorf.
          - André de Fels (1890-1980).
          - Hubert de Fels (1891-1916), aviateur en 14-18, mort pour la France.
          - Anne-Marie de Fels (1893-1922) épouse en 1915 Geoffroy de Boisgelin (1879-1961).
          - Edmée Christiane Marie Frisch de Fels de Effingen (1895-1991), femme de lettres. Elle est connue sous le nom d'Edmée de La Rochefoucauld à la suite de son mariage avec Jean François Marie de La Rochefoucauld.
            - Solange Marie Andrée de La Rochefoucauld (1933-2016) épouse Jean-Claude Fasquelle.

        - Henri Jacques Lebaudy (1868-1919) épouse Augustine Léonie Marguerite Dellière (1873-1950).
          - Jacqueline (1905-1974) épouse en 1922 Roger Sudreau puis en 1931 René Frédéric Frotté.

        - Louis Robert Lebaudy (1869-1931).
        - Max Philippe Lebaudy (1873-1895).

      - Julie Lebaudy (1832-1870) épouse en 1854 Edmond Simon Pierre Toutain (1826-1865).
      - Adolphe Lebaudy (1842-1882).

    - Adolphe Lebaudy (1804-1875).

#### Essais
- Sur Amicie Lebaudy :
  - Marcel Barrière, La Vie secrète de madame Jules Baudley, Paris, éditions Émile Paul, 1948. « Baudley » est anagramme de « Lebaudy ». Cet essai ne comporte aucune source ni bibliographie.
  - Eugène Hatton (dir.), 12 ans de construction sociale - 1899-1911, préface d'Eugène Quillot, Nanterre, Fondation de Madame Jules Lebaudy / Raphia, 1989.

- Sur le monde de la finance, le sucre et les Lebaudy :
  - Alfred Colling, La Prodigieuse Histoire de la Bourse, Paris, Société d'éditions économiques et financières, 1949.
  - Philippe Di Folco, L'Empereur du Sahara, biographie illustrée, Paris, Galaade éditions, 2014,  (ISBN 978-2351762967).

- Sur Max Lebaudy :
  - Gérard Delaisement, Les « Affaires » au XIXe siècle : Max, le « Petit Sucrier », Paris, éditions Rive Droite, 1995,  (ISBN 978-2841520121).
  - Catherine Guigon, Le Maudit de la Belle Époque, Paris, Éditions du Seuil, 2013,  (ISBN 978-2020634267).

#### Fictions
- Henri Troyat (1999), Les Turbulences d'une grande famille, fiction documentaire, Paris, Le Livre de poche, 2002,  (ISBN 978-2253152682).
- Jean-Jacques Bedu, Moi, empereur du Sahara, roman, Paris, Albin Michel, 2014,  (ISBN 978-2226258168).